# Carmina Mundi
Carmina Mundi ist ein gemischter Chor, der 1983 auf Initiative von Harald Nickoll gegründet wurde. Seither widmet sich ein Kreis von Nicht-Berufsmusikern aus dem Aachener Raum der anspruchsvollen Chormusik – von den Anfängen der Polyphonie bis zu Werken von Komponisten unserer Zeit. Darüber hinaus war er 2009 neben dem Madrigalchor Aachen, dem Jungen Chor Aachen und dem Aachener Kammerchor Mitbegründer und Initiativchor der Internationalen Chorbiennale in Aachen.
Der Chor beschäftigt sich hauptsächlich mit A-cappella-Musik, um sich auf die Arbeit an einem ausgewogenen Klangbild in reiner Stimmung konzentrieren zu können. Das Repertoire umfasst geistliche und weltliche Chormusik verschiedener Länder, Kulturen und Epochen, was sich auch im Namen niederschlägt (lat. carmina mundi: Lieder der Welt). Ein Schwerpunkt der heutigen Arbeit ist die Erarbeitung zeitgenössischer Chormusik.
Neben der regen Konzerttätigkeit, die den Chor auch schon mehrfach ins Ausland geführt hat (u. a. nach Frankreich, Estland, Österreich, Argentinien, Brasilien, Schweden), hat Carmina Mundi mehrere CDs für den internationalen Markt aufgenommen, auf denen vorwiegend Kompositionen des 20. Jahrhunderts zu hören sind.
Für sein unermüdliches Streben nach einem perfekten Chorklang wurde Carmina Mundi mit zahlreichen Preisen bei nationalen und internationalen Wettbewerben ausgezeichnet, darunter zuletzt mit dem 1. Platz beim 7. Deutschen Chorwettbewerb (Kiel, 2006) in der Kategorie für gemischte Chöre ab 37 Mitwirkende.

## Diskografie
- 1990 – J.S.Bach – Matthäus-Passion
- 1991 – Hugo Distler – Mörike-Chorliederbuch Vol. 1
- 1993 – Hugo Distler – Mörike-Chorliederbuch Vol. 2
- 1995 – Chormusik im 20. Jahrhundert
- 1997 – Hugo Distler – Neues Chorliederbuch
- 1998 – G.F.Händel – Dixit Dominus
- 1999 – Europäische Chormusik
- 2001 – ex oriente lux
- 2004 – a cappella extra
- 2009 – Favourite Choir Songs No. 1
- 2012 – Favourite Choir Songs No. 2
- 2012 – Carl Orff – Carmina Burana
- 2014 – Favourite Christmas Songs
- 2018 – Favourite Christmas Songs - Volume 2
- 2023 – Nordlichter
- 2023 – Urmas Sisask – Waves of Sound
- 2023 – Zeitreise – Schätze aus 40 Jahren Carmina
- 2023 – Favourite Christmas Songs – Volume 3